# Xã đặc quyền Ypsilanti, Michigan
Xã Ypsilanti (tiếng Anh: Ypsilanti Township) là một xã thuộc quận Washtenaw, tiểu bang Michigan, Hoa Kỳ. Năm 2010, dân số của xã này là 53.362 người.